# 東桐生駅
東桐生駅（ひがしきりゅうえき）は、群馬県桐生市境野町にあった日本国有鉄道両毛線の駅（廃駅）である。

## 歴史
- 1952年（昭和27年）4月5日：開業[2]。
- 1968年（昭和43年）10月1日：休止[1]。
- 1987年（昭和62年）4月1日：廃止[1]。

## 駅構造
単式ホーム1面1線の地上駅。

## 駅周辺
- 桐生境野町郵便局
- 桐生市立境野中学校
- 桐生市立境野小学校

## 現状
駅は第一諏訪踏切付近にあったが、現在は空き地になっている。

## 隣の駅
日本国有鉄道
両毛線
桐生駅 - 東桐生駅 - 小俣駅